# Charlie Jane Anders
Charlie Jane Anders (Tolland County, 24 juli 1969) is een Amerikaanse schrijver van fictie- en fantasy- sciencefictionboeken. Ze won onder meer vier Locus Awards en een Nebula Award.

## Biografisch
Anders studeerde Engelse en Aziatische literatuur aan de University of Cambridge en begon in 2002 samen met haar partner (en eveneens schrijver) Annalee Newitz het tijdschrift Other, een blad met 'politiek en popcultuur voor de nieuwe buitenbeentjes'. Dit bestond tot 2007. Er werden een aantal korte verhalen van haar gepubliceerd in verschillende gespecialiseerde bladen, waarna ze in 2005 debuteerde als romanschrijver met Choir Boy. Dit gaat over een twaalfjarige koorknaap die wil voorkomen dat hij de baard in de keel krijgt zodat hij in het koor kan blijven. Hiervoor gaat hij medicijnen slikken die de aanmaak van testosteron tegengaan, maar borstgroei bevorderen. Het duurde daarna ruim tien jaar voor Anders haar tweede boek uitbracht, All the Birds in the Sky. Dit was haar eerste in het genre speculatieve fictie. Hierin proberen een vrouw met magische krachten en een geniale ingenieur samen te voorkomen dat de wereld ten onder gaat aan oorlogen en natuurrampen. Anders won hiervoor zowel een Locus Award als een Nebula Award.
Anders publiceerde in 2021 het boek Victories Greater Than Death. Dit is het eerste in een trilogie die bestaat uit een space opera voor de young adult-doelgroep. Het verhaal gaat over een zeventienjarig meisje dat eigenlijk een kloon is van een commandant van een buitenaards ras en wordt opgeroepen om te helpen in een strijd tegen een destructieve buitenaardse mogendheid. Anders completeerde deze trilogie in 2023 met het derde boek, Promises Stronger Than Darkness.